# Andy Nicholson (chef décorateur)
Pour les articles homonymes, voir Andy Nicholson et Nicholson.
Andy Nicholson est un chef décorateur américain.
Il est nommé à l'Oscar des meilleurs décors pour le film Gravity (2013) lors de la 86e cérémonie des Oscars.

## Filmographie
- 2013 : Gravity
- 2018 : Jurassic World: Fallen Kingdom de Juan Antonio Bayona
- 2022 : L'École du Bien et du Mal (The School for Good and Evil) de Paul Feig
- 2025 : Alien: Earth